# ارینا ایکوتا
ارینا ایکوتا (انگلیسی: Erina Ikuta؛ زادهٔ ۷ ژوئیهٔ ۱۹۹۷) موسیقی‌دان اهل ژاپن است.